# Abeba Aregawi
Abeba Aregawi Gebretsadik (amharsko አበባ አረጋዊ), etiopsko-švedska atletinja, * 5. julij 1990, Adigrat, Etiopija.
Nastopila je na olimpijskih igrah leta 2012 in osvojila peto mesto v teku na 1500 m. Od leta 2013 je nastopala za Švedsko. Na svetovnih prvenstvih je osvojila naslov prvakinje v isti disciplini leta 2013, kot tudi na svetovnih dvoranskih prvenstvih leta 2014, na evropskih prvenstvih srebrno medaljo istega leta, na evropskih dvoranskih prvenstvih pa naslov prvakinje leta 2013. Leta 2016 je bila kaznovana zaradi dopinga.